# هانس لوريتز
هانس لوريتز (بالألمانية: Hans Loritz)‏ هو معذب ‏ ألماني، ولد في 21 ديسمبر 1895 في آوغسبورغ في ألمانيا، وتوفي في 31 يناير 1946 في نويمونستر في ألمانيا.